# PepsiCo
PepsiCo, Inc. (укр. ПепсіКо, NYSE: PEP) — американська транснаціональна компанія у галузі харчової промисловості зі штаб-квартирою в Гаррісон, штат Нью-Йорк. Компанія утворилася 1965 року в результаті злиття The Pepsi Cola Company з компанією Frito-Lay.
За результатами 2019 року, 23 бренди PepsiCo згенерували у роздрібному продажі понад $1 млрд кожен. Продукція реалізується у 200 країнах світу, річний обсяг продажів становить близько $67млрд. За показником чистого прибутку PepsiCo є другою за розміром компанією в галузі напоїв і харчових продуктів у світі; у США — першою. В компанії працюють 274 тис. людей, більша частина виторгу компанії приносить діяльність у США, ще 20 % припадає на Мексику, Росію, Канаду, Велику Британію і Бразилію.
В 2023 році внесений НАЗК до переліку міжнародних спонсорів війни.

## Історія

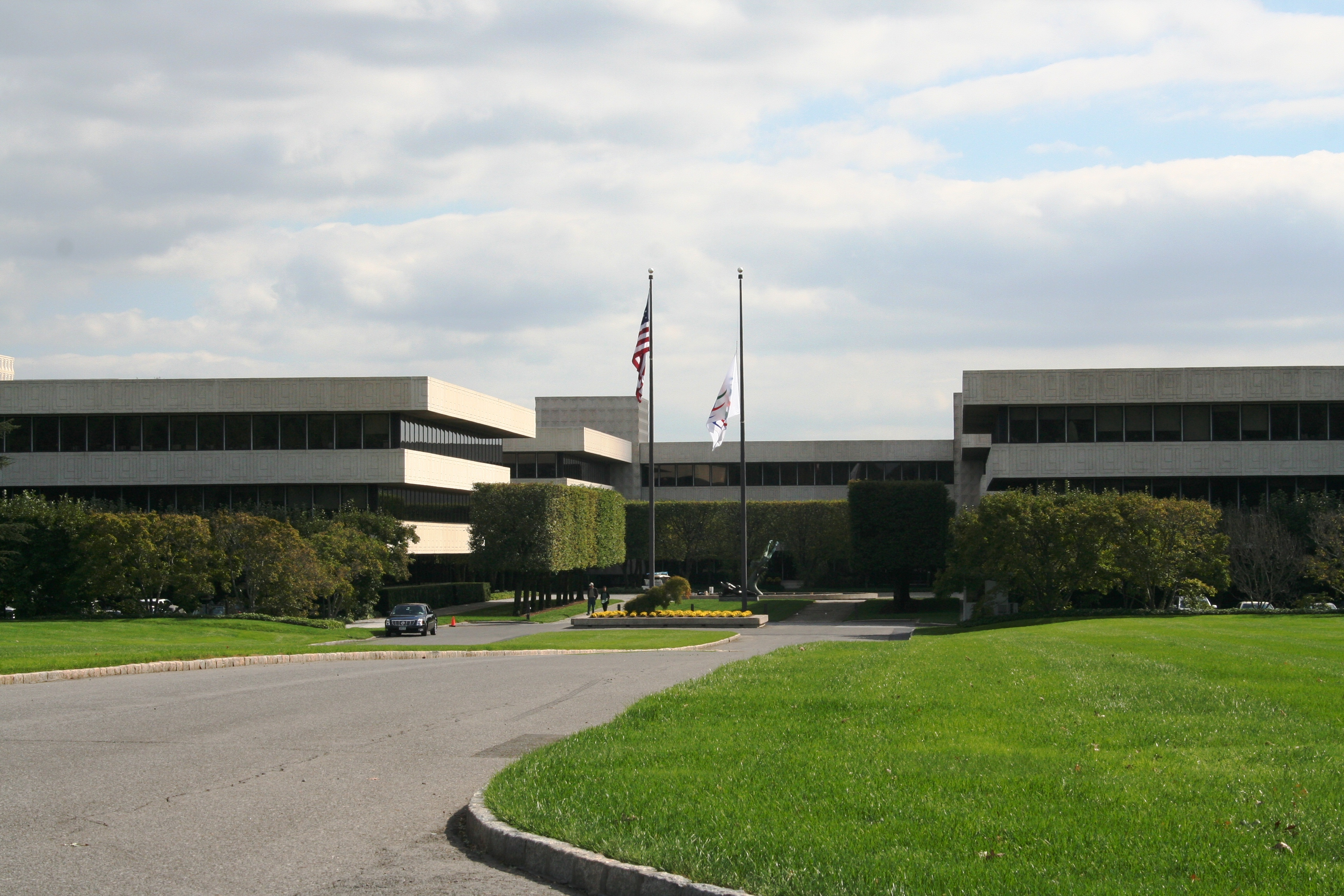
Штаб-квартира PepsiCo

The Pepsi Cola Company була заснована у 1893 фармацевтом із Північної Кароліни Калебом Бредхемом (Caleb Bradham), котрий, як і багато інших підприємців, намагався створити свій варіант напою, схожого на колу, яка вже наприкінці XIX сторіччя користувалася попитом у США. Спочатку винайдений напій називався Brad's Drink (Напій Бренда). Найбільш вдалу версію, рецепт якої складався з газованої води, цукрового сиропу, ванілі, ефірних олій, горіха коли та ароматизаторів, він назвав «Пепсі-кола» (датою народження напою вважається 28 серпня 1898 року). Бредем розпочав свій бізнес із того, що продавав концентрат напою торговцям газованою водою. 1903 року напій було запатентовано, а до 1904 року виробництво сиропу досягло 75 тисяч літрів. У 1905 році на правах франчайзингу почали працювати два заводи з пляшкування, в 1907 їх було вже 40, а в 1910—250. Загальний обсяг виробництва сиропу перевищив 4 млн літрів. Подальше зростання зупинило розгортання Першої світової війни, оскільки продаж основного інгредієнта, цукру, був обмежений. 1923 року компанія Бредема збанкрутувала.
1931 відродити виробництво напою взявся Loft, Incorporated, нью-йоркський виробник карамелі та прохолоджувальних напоїв. У 1934 році було створено дочірню компанію у Канаді, у 1935 році — на Кубі, 1936 — у Великій Британії.
1941 року в результаті внутрішніх трансформацій компанія отримала назву The Pepsi Cola Company, її акції почали котируватися на Нью-Йоркській фондовій біржі. У 1948 році The Pepsi Cola Company розпочала продаж напою в алюмініевих бляшанках; тоді ж штаб-квартира була перенесена з Лонг-Айленду на Мангеттен.
У 1950-х роках компанія активно розвивається, її прибутки зростають з $1,3 млн до $14,2 млн. Станом на 1956 рік Pepsi продається по всьому світу та виробляється на 149 заводах у 61 країні.
У 1963 році компанію очолив Дональд Кендалл. The Pepsi Cola Company була перейменована в PepsiCo в 1965 році після об'єднання з Frito-Lay, компанією з Далласа, що виготовляла чипси та інші снеки. У 1966 році компанія розпочала діяльність у Східній Європі та Японії. У 1970 році оборот компанії досяг $1 млрд².
З 1985 по 1993 рік компанія отримала право представляти 9 торгових марок: Lipton Original Iced Teas (холодний чай), Ocean Spray (соки), All Sport (спортивні напої), H2Oh! (газована вода), Avalon (вода в пляшках) і Mug (кореневе пиво).
В 1998 році PepsiCo вийшла на ринок соків, придбавши за $3,3 млрд у Seagram Company Ltd., найбільшого у світі виробника соків, компанію Tropicana Products. У жовтні 2000 року був куплений контрольний пакет акцій South Beach Beverage Company (торгова марка SoBe). Пізніше цього року була придбана Quaker Oats Company, що володіла найпопулярнішим у світі брендом спортивних напоїв Gatorade (тільки в США він займав 86,3 % ринку), а також виробляла снеки та бакалійні товари. Заплативши $13,4 млрд, PepsiCo обійшла The Coca-Cola Company і Groupe Danone.
2007 року за $750 млн було придбано найбільшого виробника соків в Україні — компанію «Сандора».
2010 року PepsiCo стала другою у світі (після Nestle) компанією за обсягом виробництва харчових продуктів та напоїв.
2011 року PepsiCo придбала одного з найбільших виробників молочної та сокової продукції на ринку СНД — російську компанію «Вімм-Біль-Данн».
2022 року, під час повномасштабного вторгнення РФ до України, компанія засудила війну, дещо зменшивши асортимент продукції у Росії, але відмовилася піти з ринку країни-агресора.
У вересні 2023 року: в парламенті Фінляндії було заборонено продаж напоїв Pepsi через те, що компанія-виробник продовжила діяльність у Росії після повномасштабного вторгнення до України; НАЗК внесло PepsiCo до списку міжнародних спонсорів війни.

## Діяльність
У переліку найбільших публічних компаній світу Forbes Global 2000 за 2016 рік PepsiCo посіла 90-е місце; 42-е за ринковою капіталізацією, 98-е за чистим прибутком, 111-е за оборотом і 369 за активами . За версією Fortune компанія посіла 44-е місце у списку найбільших компаній США Fortune 500 і 127-е у списку найбільших компаній світу Fortune Global 500.

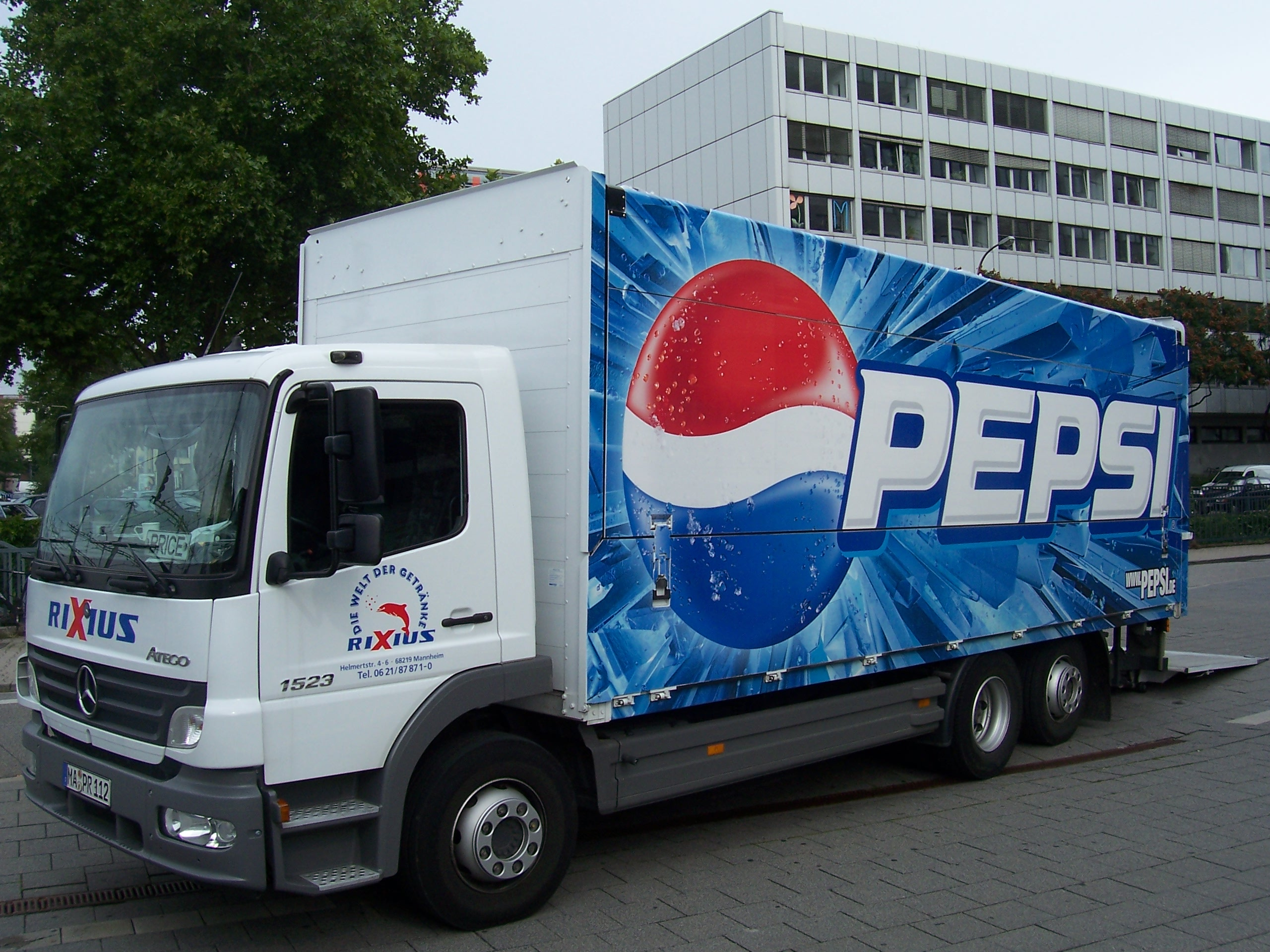
Вантажівка, яка доставляє продукцію PepsiCo

Компанія виробляє прохолоджувальні напої, соки, чипси, закуски, молочні продукти та інші продукти харчування під марками Amp Energy, Aquafina, Aquafina Flavorsplash, Aunt Jemima, Cap'n Crunch, Cheetos, Chester's, Chipsy, Cracker Jack, Crunchy, Diet Mountain Dew, Diet Mug, Diet Pepsi, Diet 7up (поза США), Diet Sierra Mist, Doritos, Duyvis, Elma Chips, Emperador, Frito-Lay, Fritos, Frustyle, G Series, G2, Gatorade, Grandma's, Imunele, Izze, Kas, Kurkure, Lay's, Life, Lifewater, Manzanita Sol, Marias Gamesa, Matutano, Mirinda, Miss Vickie's, Mother's, Mountain Dew, Mountain Dew Code Red, Mountain Dew Kickstart, Mug, Munchies, Naked, Near East, O.N.E., Paso de los Toros, Pasta Roni, Pepsi, Pepsi Max, Pepsi Next, Propel, Quaker, Quaker Chewy, Rice-A-Roni, Rold Gold, Rosquinhas Mabel, Ruffles, Sabritas, Sakata, Saladitas, Sandora, Santitas, 7up (поза США), 7up Free (поза США), Sierra Mist, Simba, Smartfood, Smith's, Snack a Jacks, SoBe, SoBe Lifewater, SoBe V Water, Sonric's, Stacy's, Sting, SunChips, Tonus, Tostitos, Trop 50, Tropicana, Tropicana Farmstand, Tropicana Pure Premium, Tropicana Twister, «Агуша», «Чудо», «Слов'яночка», «Садочок», «Сандорик», «Машенька» тощо.
| Рік             | 2001  | 2002  | 2003  | 2004  | 2005  | 2006  | 2007  | 2008  | 2009  | 2010  | 2011  | 2012  | 2013  | 2014  | 2015  | 2016  | 2017  | 2018  | 2019  |
| --------------- | ----- | ----- | ----- | ----- | ----- | ----- | ----- | ----- | ----- | ----- | ----- | ----- | ----- | ----- | ----- | ----- | ----- | ----- | ----- |
| Валовий дохід   | 23,51 | 25,11 | 26,97 | 29,26 | 32,56 | 35,14 | 39,47 | 43,25 | 43,23 | 57,84 | 66,50 | 65,49 | 66,42 | 66,68 | 63,06 | 62,79 | 63,52 | 64,66 | 67,16 |
| Чистий прибуток | 2,400 | 3,000 | 3,568 | 4,174 | 4,078 | 5,642 | 5,658 | 5,142 | 5,946 | 6,320 | 6,443 | 6,178 | 6,740 | 6,513 | 5,452 | 6,32  | 4,85  | 12,5  | 7,3   |
| Активи          | 21,70 | 23,47 | 25,33 | 27,99 | 31,73 | 29,93 | 34,63 | 35,99 | 39,85 | 68,15 | 72,88 | 74,64 | 77,48 | 70,51 | 69,67 | 73,49 | 79,80 | 77,6  | 78,5  |

## Структура
Продуктовий асортимент PepsiCo станом на 2015 рік (на основі світового чистого доходу) на 53 відсотки складається з продуктів харчування і 47 відсотків напоїв. У всьому світі поточні лінійки продуктів компанії включають кілька сотень брендів, які в 2009 році, за оцінками, принесли приблизно 108 мільярдів доларів кумулятивного річного роздрібного продажу. Основним ідентифікатором основного бренду харчової промисловості є річний обсяг продажів понад 1 мільярд доларів.
PepsiCo складається з шести основних підрозділів:
- Frito-Lay North America (FLNA) — виробництво та продаж снеків у Північній Америці під торговими марками Lay's, Doritos, Cheetos, Tostitos, Fritos, Ruffles, Santitas, а також охолоджені соуси під торговою маркою Sabra на спільному підприємстві з Strauss Group;
- Quaker Foods North America (QFNA) — виробництво і реалізація товарів (снеків, круп і макаронних виробів) під торговими марками, що належали Quaker Oats Company;
- North America Beverages (NAB) — виробництво і продаж напоїв у Північній Америці під торговими марками Pepsi, Gatorade, Mountain Dew, Diet Pepsi, Aquafina, Diet Mountain Dew, Tropicana Pure Premium, Sierra Mist і Mug, а також холодні чай та кава у рамках спільних підприємств з Unilever (торгова марка Lipton) і Starbucks;
- Latin America — виробництво і продаж снеків під торговими марками Doritos, Cheetos, Marias Gamesa, Ruffles, Emperador, Saladitas, Sabritas, Lay's, Rosquinhas Mabel, Tostitos та напоїв Pepsi, 7UP, Gatorade, Mirinda, Diet 7UP, Manzanita Sol, Diet Pepsi та Lipton у Латинській Америці;
- Europe Sub-Saharan Africa (ESSA) — виробництво та продаж напоїв (Pepsi, 7UP, Mountain Dew, Mirinda, Tropicana, Sandora, Lipton), снеків (Lay's, Walkers, Doritos, Cheetos, Ruffles), молочної продукції («Чудо», «Слов'яночка», «Агуша») й інших товарів у Європі та Субсахарській Африці;
- Asia, Middle East and North Africa (AMENA) — виробництво та продаж напоїв (Pepsi, Mirinda, 7UP, Mountain Dew, Aquafina, Lipton і Tropicana), снеків (Lay's, Kurkure, Chipsy, Doritos, Cheetos, Crunchy) й інших товарів у Азії, на Близькому Сході та півночі Африки).

## PepsiCo в Україні
Історія PepsiCo в Україні почалася 1992 року з відкриття офіційного представництва в Україні. За три наступні роки компанія представила ще два бренди, Mirinda та 7Up. У 2000 році компанія переорієнтувалася з імпорту продукції на місцеве виробництво на виробничій базі заводу «Славутич».
У 2004 році компанія виводить на ринок України ще один глобальний бренд, на цей раз у категорії «снеки» — чипси Lay's.
2007 року оголошено про укладання однієї з найвагоміших угод на ринку FMCG в Україні: PepsiCo придбала найбільшого виробника соків — компанію «Сандора». Це дало можливості для розширення виробництва в Україні, налагодження процесу переробки сезонних овочів та фруктів за рахунок подальших інвестицій в розбудову придбаних заводів у Миколаївській області. Так, в період з 2009 по 2010 рр. на них розпочато випуск газованих напоїв Pepsi, 7UP та холодного чаю Lipton Ice Tea.
2011 року PepsiCo купує одного з найбільших виробників молочної продукції на ринку СНД — російську компанію «Вімм-Білль-Данн». Наступного року компанія інвестує в запуск інноваційних ліній для виробництва продуктів дитячого харчування «Агуша» у Вишневому (Київська область).
2013 року компанія виходить на ринок снеків із новим брендом — сухариками «Xpycteam». 2019 року компанія розпочинає виробництво чипсів Lay's на своєму виробничому комплексі в Миколаївській області.
Сьогодні PepsiCo в Україні є одним із лідерів ринку продуктів харчування та напоїв. Компанія виробляє продукти в п'яти категоріях: напої, снеки, соки і нектари, молочна продукція та дитяче харчування. Станом на 2024 рік компанія реалізує в Україні низку брендів, серед яких:
- «Сандора»
- «Садочок»
- «Сандорик»
- Пепсі
- 7 Up
- Мірінда
- Mountain Dew
- Lipton Ice Tea
- «Аква Мінерале»
- Evervess
- Lay's
- «XpyмTeam»
- Cheetos
- Doritos
- «Чудо»
- «Слов'яночка»
- «Марійка» (раніше — «Машенька»)
- «Агуня» (раніше — «Агуша»)

В Україні працюють 3 підприємства PepsiCo: завод із переробки фруктів, овочів та виробництва соків (с. Миколаївське, Миколаївська область); завод із виробництва снеків, соків, газованих напоїв та холодного чаю (с. Мішково-Погорілове, Миколаївська область); «Київський молочний завод» (м. Вишневе, Київська область).
Уся продукція виробляється з дотриманням міжнародних стандартів якості. На всіх підприємствах PepsiCo в Україні впроваджена система управління якістю ДСТУ ISO 9001, а також система управління харчовою безпекою ДСТУ ISO 22000.
У 2018, 2019, 2020 та 2021 роках компанія визнана топроботодавцем України за результатами дослідження Інституту кращих роботодавців (Top Employers Institute)
З 2019 року генеральний директор PepsiCo в Україні — Марек Томалак.
28 квітня 2021 р. — Генеральним менеджером і старшим директором PepsiCo Україна призначений Олександр Кисельов.
Під час пошуку рекламної агенції в Україні компанія PepsiCo серед умов висувала заборону згадувати ЗСУ та війну у своїй рекламі:
NO: mention of war, hostilities, aggression, military personnel (from Brand side), Armed Forces of Ukraine. NO: support Ukraine and the army. NO: negative connotation, creating a feeling of ‘unsafe
Аналітики кажуть, що можливою причиною такого рішення є те, що компанія нарощує прибутки рф — торік до $525 млн. Росії було сплачено $115 млн податків.

## Соціальна відповідальність

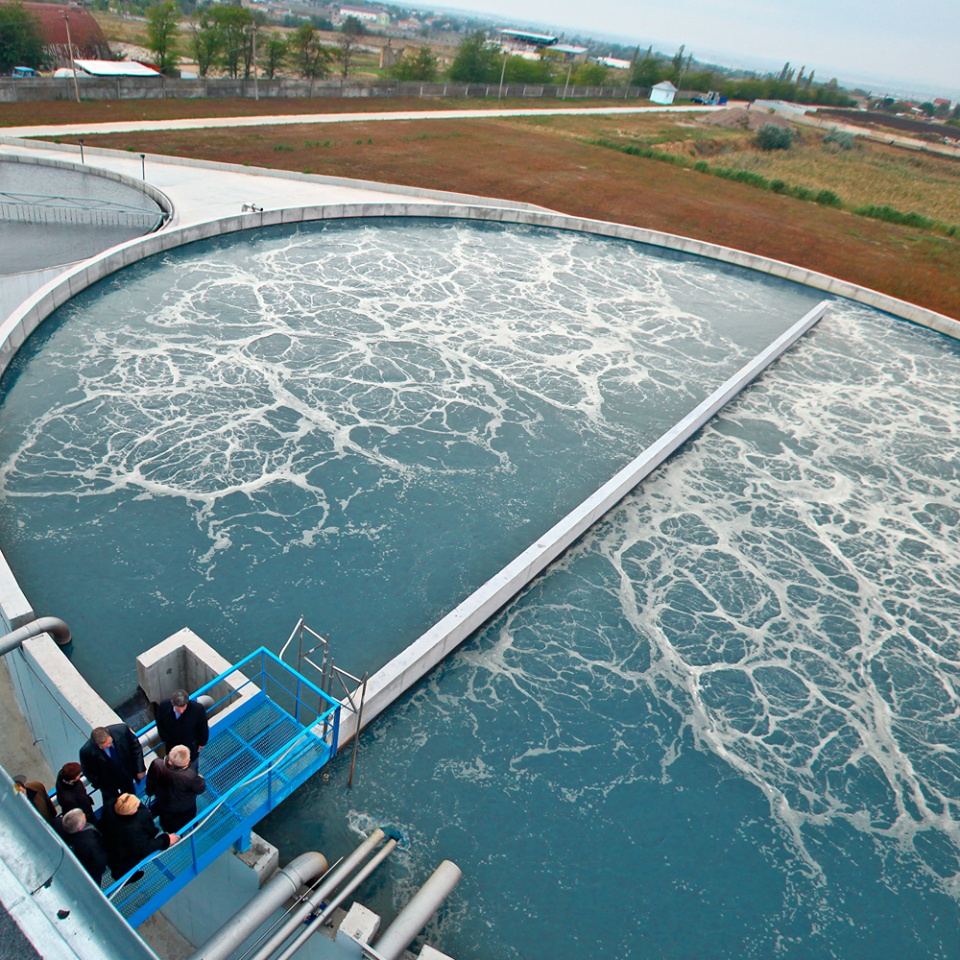
Очисні споруди на виробництві

2012 року компанія однією впровадила використання FSC-сертифікованого картону для сокової та молочної продукції.
З 2013 року підприємства компанії скоротили споживання води на 22 %, природного газу — на 16 %, енерговитрати — на 10 %, при цьому 97 % твердих відходів повторно переробляються. Система очищення стічних вод на виробничому комплексі № 2 у Миколаївській області, що діє з 2013 року, здатна переробляти 4000 м3 промислових стоків щодоби та повертати чисту воду у довкілля.
У рамках ініціативи «Чиста вода» компанія встановила й обслуговує системи доочистки питної води у 49 дитячих навчальних закладах Миколаївської та Київської області. Станом на 2021 рік чистою водою для пиття та приготування їжі забезпечено понад 7000 дітей цих установ.
З 2016 року PepsiCo в Україні підтримує щорічну акцію з прибирання зелених зон та благоустрою територій «Зробимо Україну чистою разом» та проводить шкільний марафон із правильного поводження та роздільного збору відходів у Миколаєві та Київській області (з 2017 року), в якому взяли участь 81 навчальний заклад. У грудні 2019 до проєкту долучилися також і всі дитячі садки міста Миколаєва.
2017 році спільно з БФ «Таблеточки» провели благодійну акцію «Поділись турботою». Зібрані кошти направили на придбання 172 приліжкових фільтрів для допомоги онкохворим дітям. Протягом 2018 року компанія з партнерами провела низку благодійних заходів під назвою «Давай разом» для вихованців дитячих будинків.
2020 року спільно з БФ «Фудбенк» та іншими благодійними організаціями PepsiCo передала на благодійність 2 222 тонни продукції (майже 9 млн порцій): молочних продуктів, соків та нектарів, напоїв та снеків. З 2016 році разом із благодійним фондом «Благомай» компанія щороку реалізує проєкти «Подаруємо дітям щасливе літо» та «Потрібні речі для малечі». Дитячим будинкам передаються: одяг, шкільний та спортивний інвентар, настільні ігри, книги.
У 2020 році під час пандемії коронавірусу Covid-19, компанія виділила понад 30 млн грн на благодійну допомогу в Україні. У медичні установи було передано понад 16 тисяч комплектів індивідуального захисту для медичних працівників. Закуплено два багатофункціональні монітори для Миколаївської обласної лікарні, комплекс дезінфекційного прально-сушильного обладнання для Миколаївської міської лікарні № 3 та біохімічний аналізатор для Одеської міської лікарні № 3

## Скандали
Згідно наказу НАЗК України, компанію PepsiCo було внесено до переліку міжнародних спонсорів війни у зв'язку з тим, що компанія відмовилась покинути ринок Росії. Окрім того, чипси Lay's компанії PepsiCo були також знайдені у пайках солдатів окупаційної армії.

## Цікаві факти
- Pepsi стала першим західним продуктом, що поступив у широкий продаж у СРСР (постачання з 1972 року).
- Перша компанія, що зняла у рекламі разом білих, афро- та латиноамериканців.
- Pepsi стала першим газованим напоєм, рекламу якого зняли у відкритому космосі.
- Компанія першою почала наймати на роботу афроамериканців на посади фахівців (1940-і).
- Перша велика компанія, де у раді директорів з'явилася жінка (1950-і).
- До 2002 року PepsiCo володіла популярними ресторанами швидкого харчування Taco Bell (з 1977), Pizza Hut (з 1978), Kentucky Fried Chicken (KFC) (з 1986), Hot 'n Now (з 1990), піцеріями California Pizza Kitchen, ресторанами мексиканської кухні Chevys, італійської кухні East Side Mario's, а також мережею D'Angelo Sandwich Shops (з 1992-93).
- PepsiCo першою з-поміж конкурентів розпочала діяльність у СРСР (виробництво з 1974 року) і Китаї (виробництво з 1983 року).
- PepsiCo є одним з декількох виробників соків в Україні, який має власні потужності для переробки овочів і фруктів.
- PepsiCo виробляє та продає молочну продукцію та дитяче харчування під брендами «Слов'яночка», «Агуша», «Чудо», «Машенька» та інш.